# ادواردو بالرینی
ادواردو بالرینی (انگلیسی: Edoardo Ballerini؛ زادهٔ ۲۰ مارس ۱۹۷۰) یک هنرپیشه و کارگردان اهل ایالات متحده آمریکا است.

## گزیده فیلمشناسی
از فیلم‌ها یا برنامه‌های تلویزیونی که وی در آن نقش داشته‌است می‌توان به آثار زیر اشاره کرد.
- رومئو باید بمیرد (۲۰۰۰)
- ۲۴ (۲۰۰۲)
- افسون‌شده (۲۰۰۴)
- سوپرانوز (۲۰۰۶–۲۰۰۷)
- نابودگر: ماجراهای سارا کانر (۲۰۰۸)
- مهتاب (۲۰۰۸)
- امپراتوری بوردواک (۲۰۱۰)
- ابتدایی (۲۰۱۵–۲۰۱۶)
- کواری (۲۰۱۶)
- هفت تکه از زمان (۲۰۱۸)